# Конвой Сінгапур – Трук (02.12.43 – 15.12.43)
Конвой Сінгапур — Трук (02.12.43 — 15.12.43) — японський конвой часів Другої світової війни, проведення якого мало відбутись у листопаді 1943 року.
Пунктом призначення конвою був атол Трук у центральній частині Каролінських островів, де до лютого 1944-го знаходилась головна база японського ВМФ у Океанії та транспортний хаб, що забезпечував постачання Рабаула (головна передова база в архіпелазі Бісмарка, з якої провадились операції на Соломонових островах та сході Нової Гвінеї) та східної Мікронезії. Вихідним пунктом став Сінгапур, де в першій половині 20 століття Royal Dutch Shell створила потужний центр зберігання та перевалювання нафтопродуктів.
До складу конвою увійшли танкери «Кйокуто-Мару», «Терукава-Мару» та «Нічієй-Мару» (Nichiei Maru), які значну частину маршруту прямували без охорони (танкери зазвичай мали високу швидкість у порівнянні із звичайними торговими суднами, а тому японці, що відчували нестачу кораблів ескорту, у ряді випадків відправляли їх без охорони).
Загін вийшов з порту 2 грудня 1943-го. Він успішно подолав шлях через внутрішні моря Південно-Східної Азії та південну частину Філіппінського моря, а 11 грудня неподалік від Палау (важлива японська база на заході Каролінських островів) його узяли під охорону есмінці «Сімакадзе» і «Таманамі». На нетривалий час конвой зайшов на Палау, а вже 12 грудня рушив далі на схід. Хоча поблизу Палау та Труку традиційно діяли американські підводні човни, у підсумку проходження конвою відбулось без інцидентів і 15 грудня він прибув до пункту призначення.